# Ralph Regula
Ralph Regula (ur. 3 grudnia 1924 w Beach City, Ohio; zm. 19 lipca 2017 w Navarre, Ohio) – amerykański polityk, członek Partii Republikańskiej. W latach 1973–2009 przez osiemnaście kolejnych kadencji Kongresu Stanów Zjednoczonych był przedstawicielem szesnastego okręgu wyborczego w stanie Ohio w Izbie Reprezentantów Stanów Zjednoczonych.